# He's a bad boy
He's a bad boy is een lied dat werd geschreven door Carole King en haar toenmalige man Gerry Goffin. King bracht het nummer in 1963 uit in de VS en Canada. De single belandde op nummer 94 van de Billboard Hot 100.
Het is een folkrocknummer waarop King wordt begeleid met een gitaar, mondharmonica, drums en een tweede stem. Het nummer gaat over een meisje dat een vriend heeft die niet in de smaak valt bij haar ouders. Haar moeder heeft commentaar op zijn lange haar en haar vader heeft hem horen vloeken. "hij is een slechte jongen." Haar maakt dat echter niet uit.
Neil Young componeerde meer dan tien jaar later het nummer Pocahontas (Rust never sleeps, 1979). De melodie van dat nummer komt voor een groot deel overeen met dit nummer van King.